# Нова Весь (гміна Стопниця)
Нова Весь (пол. Nowa Wieś) — село в Польщі, у гміні Стопниця Буського повіту Свентокшиського воєводства.
Населення — 150 осіб (2011).
У 1975-1998 роках село належало до Келецького воєводства.

## Демографія
Демографічна структура на день 31 березня 2011 року:
|          | Загалом | Допрацездатний вік | Працездатний вік | Постпрацездатний вік |
| -------- | ------- | ------------------ | ---------------- | -------------------- |
| Чоловіки | 74      | 12                 | 41               | 21                   |
| Жінки    | 76      | 11                 | 38               | 27                   |
| Разом    | 150     | 23                 | 79               | 48                   |